# Prüfermångfald
Inom matematiken är Prüfermångfalden eller Prüferytan en tvådimensionell Hausdorff reell analytisk mångfald som inte är parakompakt. Den introducerades av Radó (1925) och uppkallades efter Heinz Prüfer.

### Allmänna källor
- Radó, T. (1925), ”Über den Begriff der Riemannschen Flächen”, Acta Litt. Sci. Szeged 2:  101–121
- Solomentsev, E.D. (2001), ”Prüfer surface”, i Hazewinkel, Michiel, Encyclopedia of Mathematics, Springer, ISBN 978-1556080104
- Spivak, Michael (1979), A comprehensive introduction to differential geometry. Vol. I (2nd), Houston, TX: Publish or Perish, ISBN 978-0-914098-83-6